# Working Live - Volume 2
Working Live - Volume 2 è il terzo album del batterista britannico Carl Palmer, il secondo da solista e dal vivo, pubblicato dalla Sanctuary (catalogo SANCD288) nel 2004.

## Descrizione
L'album è il seguito di Working Live - Volume 1, del leggendario batterista degli Emerson, Lake & Palmer, uscito due anni fa. Esso mostra perché Carl Palmer è considerato tra i batteristi più versatili e più famosi al mondo. Il CD offre la visione di un batterista di famosi brani degli ELP, tra cui Fanfare for the Common Man e Hoedown. Il chitarrista Shaun Baxter strappa quello che, normalmente, sarebbe il territorio del tastierista Keith Emerson, rendendo questa versione strumentale un ascolto essenziale. Palmer è ovviamente un terzo degli ELP, uno dei più grandi artisti prog rock del mondo.
Questo CD, registrato nel Regno Unito nel 2003, contiene versioni live (cioè, dal vivo) di alcuni dei più famosi brani degli ELP. Oltre ad integrare il precedente Working Live - Volume 1, aggiunge a questo batterista master un'uscita solista sempre più popolare.

## Tracce
1. Hoedown – 3:50 (musica: Aaron Copland – arr.: Emerson, Lake & Palmer)
2. Trilogy – 6:27 (musica: Keith Emerson)
3. J. Section – 2:44 (musica: C. Palmer - D. Marks - S. Baxter)
4. Tarkus / Aquatarkus – 6:40 (musica: Keith Emerson)
5. Carmina Burana – 6:21 (musica: Carl Orff)
6. Fanfare & Drum Solo – 15:38 (musica: A. Copland - C. Palmer)

## Musicisti
- Carl Palmer – batteria
- Dave Marks – basso
- Shaun Baxter – chitarra